# Türkischunterricht
Türkischunterricht ist an einigen allgemeinbildenden Schulen in der Bundesrepublik Deutschland als eigenständiges Schulfach verankert.

## Grundlagen
Vor allem an Schulen in industriellen Ballungszonen der Bundesrepublik ist Türkisch im Fächerkanon zu finden.
Gymnasiale Oberstufe

An einigen deutschen Gymnasien kann Türkisch heute sogar als Abiturprüfungsfach belegt werden.
Sekundarstufe I

An diesen ist Türkisch ab der Sekundarstufe I als zweite Fremdsprache wählbar.

## Geschichte des Faches

### Muttersprachlicher Ergänzungsunterricht
Schon in den Anfängen der Einwanderung gab es für die Kinder der ersten Generation der Arbeitsmigranten in den jeweiligen Ballungszentren Türkischunterricht, jedoch in Form eines sogenannten muttersprachlichen Ergänzungsunterrichts (MEU). Da dessen Ausgestaltung zunächst noch den Heimatländern der Migranten überlassen war, wurde dieser für türkischstämmige Schüler nach einem von der Türkei verabschiedeten Rahmenplan des nationalen Erziehungsministeriums erteilt. Nach der späteren Einschätzung von Safter Çinar und Krista Tebbe (1981) enthielten die somit auch vom türkischen Staat zur Verfügung gestellten Lehrmittel antidemokratische und rassistische Tendenzen und waren die von der türkischen Regierung eingesetzten Lehrer zu der Zeit nicht selten im rechtskonservativen bis faschistischen Vereinsleben organisiert. Die Absetzung dieses sogenannten „Konsulatsunterrichts“ wurde in den 1970er Jahren zu einer ständigen Forderung des GEW. Noch 1978 setzte sich der DGB dafür ein, dass dieser Türkischunterricht ausschließlich unter deutscher Schulaufsicht zu erfolgen habe. Derzeit (Stand 2017) unterrichten bundesweit etwa 500 Konsulatslehrkräfte an deutschen Schulen.
Der Konsulatsunterricht ist in Deutschland hoch umstritten, seit die türkische Regierung massiv gegen ihre Kritiker vorgeht, in Behörden, Schulen und Hochschulen Tausende Mitarbeiter entlassen hat im Verdacht steht, auch im Ausland vermeintliche oder tatsächliche politische Gegner auszuspionieren.
Im Oktober 2017 thematisierte die Präsidentin der Kultusministerkonferenz den Konsulatsunterricht.

### Türkisch als Fremdsprache
In einigen Bundesländern kann nach der aktuellen Gesetzeslage (Stand: 2008) Türkisch als zweite Fremdsprache anerkannt werden.
Schon seit Beginn der achtziger Jahre wird türkischstämmigen Schülern der Sekundarstufe I die Möglichkeit gegeben, ihre Muttersprache, anstatt einer zweiten Fremdsprache zu wählen. Im Schuljahr 1980/1981 begannen zudem Grundschulen in Berlin-Kreuzberg ein Experiment, nach dem Türkisch von den Schülern auch als 1. Fremdsprache gewählt werden kann. Da eine Anerkennung des Faches als Abiturfach zu dieser Zeit jedoch noch in weiter Ferne lag, wirkten sich solche Versuche trotz des scheinbaren Vorteils, den die Schüler durch die Beschulung ihrer eigentlichen Muttersprache im Fremdsprachenunterricht hatten, zunächst eher bildungsbenachteiligend aus.
Inzwischen ist Türkisch an einigen allgemein bildenden Gymnasien als Abiturprüfungsfach zugelassen.
Im Februar 2008 forderte Ute Vogt, Türkisch als reguläre zweite Fremdsprache an Schulen einzuführen und machte damit einen Gegenvorschlag zu der auf einem Deutschlandbesuch geäußerten Forderung des türkischen Ministerpräsidenten Erdoğan, zur Integrationsförderung türkischsprachige Schulen zu gründen. Dort solle, so Vogt, der Unterricht so konzipiert sein, dass er auch deutschen Schülern offenstehe.